# Lovato Lovati
Pour les articles homonymes, voir Lovato.
Lovato Lovati ou Lovato de' Lovati, (Padoue, environ 1240 - 1309) était juge, avocat et poète padouan.

## Biographie
Lovato Lovati est une des premières figures de l'humanisme de la Renaissance, en étant au centre d'un mouvement de redécouverte et de réappropriation de la poésie antique à Padoue durant le Trecento. Il crée autour de lui un cénacle de passionnés de littérature latine et de versificateurs.
En 1274, lors de la découverte d'un sarcophage ancien à Padoue, il proposa d'y voir la sépulture du fondateur mythique de la ville, Anténor. On construisit un monument pour abriter le sarcophage ; ce monument, visible sur la piazza Antenore à Padoue, est connu sous le nom de Tombe d'Anténor (it). À côté, se trouve le sarcophage de Lovati lui-même.

## Œuvre
L'œuvre littéraire de Lovato Lovati est constituée de quatre principales épîtres métriques, ainsi que d'autres travaux mineurs en vers.
Grâce à sa connaissance des classiques latins, comme Catulle, Tite-Live, Horace et Sénèque, il fut l'auteur d'une Note sur le trimètre iambique. Lovati a beaucoup fréquenté les bibliothèques dans le nord de l'Italie, en particulier celle du monastère de Pomposa, où il a récupéré plusieurs textes originaux considérés comme perdus, y compris un texte latin sur Tristan et Iseut.